# Wenham (Massachusetts)
Wenham é uma vila localizada no condado de Essex no estado estadounidense de Massachusetts. No Censo de 2010 tinha uma população de 4.875 habitantes e uma densidade populacional de 231,18 pessoas por km².

## Geografia
Wenham encontra-se localizado nas coordenadas 42° 36′ 02″ N, 70° 53′ 00″ O. Segundo o Departamento do Censo dos Estados Unidos, Wenham tem uma superfície total de 21.09 km², da qual 19.84 km² correspondem a terra firme e (5.91%) 1.25 km² é água.

## Demografia
Segundo o censo de 2010, tinha 4.875 pessoas residindo em Wenham. A densidade populacional era de 231,18 hab./km². Dos 4.875 habitantes, Wenham estava composto pelo 95.82% brancos, o 0.62% eram afroamericanos, o 0.12% eram amerindios, o 1.68% eram asiáticos, o 0.08% eram insulares do Pacífico, o 0.8% eram de outras raças e o 0.88% pertenciam a duas ou mais raças. Do total da população o 1.95% eram hispanos ou latinos de qualquer raça.